# Jelkovec
Jelkovec település Horvátországban, Zágráb főváros Szeszvete városnegyedében. Közigazgatásilag a fővároshoz tartozik.

## Fekvése
Zágráb városközpontjától 13 km-re keletre, az A3-as és A4-es autópályák csomópontjától északnyugatra fekszik.

## Története
Az emberi élet itteni legrégibb nyomai az ókorból származnak. Ennek a jele az a 236-ból származó római mérföldkő, melyet 1934-ben találtak a település határában. A mérföldkő valószínűleg a Sziszekre menő fontos kereskedelmi és hadiút mentén állt. Jelkovec első írásos említése több prigorjei településsel együtt a 16. századból származik. A zágrábi káptalan 1573-as oklevele szerint Stjepan Filipović zágrábi kanonok testvéreivel, Ivannal és Péterrel együtt Jelkovecen birtokot kapott. Az oklevélből kitűnik, hogy a megadományozott Jelkovecen született. 1578-ban Rudolf király a családot nemesi rangra emelte, mely onnantól fogva a jelkoveci előnevet használta.
Jelkovec kezdetben kis falu volt néhány tucat házzal. A második katonai felmérés térképén „Jelkovec” néven található. Lipszky János 1808-ban Budán kiadott repertóriumában „Jelkovecz” néven szerepel. Nagy Lajos 1829-ben kiadott művében „Jelkovecz” néven 7 házzal, 69 katolikus vallású lakossal találjuk. Zágráb vármegye Zágrábi járásához tartozott. 1929-ben a falunak 160 katolikus lakosa volt. 1941 és 1945 között a Független Horvát Állam része volt, majd a szocialista Jugoszlávia fennhatósága alá került. 1991-től a független Horvátország része. A településnek a zágrábi agglomerációhoz történő csatlakozásával a lakosság száma ugrásszerűen megnőtt. Ma már mintegy 400 lakóház található itt 2733 lakossal. A település önálló plébániáját 2010. augusztus 29-én alapították, így a zágrábi egyházmegye legfiatalabb plébániája lett. Jelkovecen ma már a többszintes épületek mellett zöldterületek, különféle üzletek, sétányok és parkok, egy pékség, orvosi rendelő, két óvoda, általános és középiskola, amelyek egyikében úszómedence található, sportlétesítmények, könyvtár és piac is van.

## Nevezetességei
Assisi Szent Ferenc tiszteletére szentelt római katolikus kápolnája 1993-ban épült. Tervezik a plébániatemplom felépítését.

## Oktatás
- Az általános iskolában 2009 szeptemberében indult meg a tanítás. Az iskola 1107 tanulója ma összesen 44 osztályba jár.
- SS Jelkovec középiskola